# Rights of Englishmen
Rights of Englishmen è un termine per indicare diritti tradizionali dei sudditi inglesi e, successivamente, dei sudditi di lingua inglese della Corona britannica.
Nel 18º secolo, alcuni coloni che si opponevano al dominio britannico nelle tredici colonie britanniche del Nord America, che sarebbero diventate i primi Stati Uniti, sostenevano che i loro tradizionali diritti di inglesi venissero violati. I coloni volevano e si aspettavano i diritti che essi (o i loro antenati) avevano precedentemente goduto in Inghilterra: un governo locale e rappresentativo, per quanto riguarda le questioni giudiziarie (alcuni coloni venivano rimandati in Inghilterra per i processi) e in particolare per quanto riguarda la tassazione. La convinzione in questi diritti divenne successivamente una giustificazione ampiamente accettata per la Rivoluzione americana.